# 차로 로페스
차로 로페스(Charo López, 1943년 10월 28일 ~ )는 스페인의 배우이다.

## 출연 작품
- 레이 기타노 (2015)
- 올 나잇 롱 (2010)
- 내 마음의 비밀 (1997)
- 키카 (1993)
- 마드리드의 정사 (1990)
- 금지된 사랑에 관한 트레일러 (1985)
- 쾌걸 조로의 모험 (1976)